# Вербова вулиця (Київ)
Ве́рбова ву́лиця — вулиця в Оболонському районі міста Києва, промислова зона Оболонь. Пролягає від Добринінської вулиці до тупика поблизу річки Почайни (за вулицею Генерала Гандзюка) 
Прилучаються вулиці Куренівська, Марка Вовчка, Ганни Барвінок, Генерала Гандзюка, проспекти Оболонський та Степана Бандери. У середній частині вулиця розділена проспектом Степана Бандери і не має наскрізного проїзду.
Вздовж вулиці простягається Північне залізничне напівкільце Києва та численна промислова забудова.

## Історія
Вулиця виникла наприкінці XIX століття на хуторі Володислава Браницького під такою ж назвою; спочатку простягалася від теперішньої Автозаводської вулиці до початку теперішньої Вербової вулиці (цей відрізок вулиці ліквідовано на початку 1960-х років). У 1966 році вулиця була об'єднана під сучасною назвою з Новою вулицею. 
Протягом 70-х років XX століття повністю перебудована. 
У кінці 1980-х років була продовжена до новозбудованого шляхопроводу на перетині Богатирської вулиці і проспекту Степана Бандери. Саме ця частина у 2018 році була виокремлена у вулицю Генерала Гандзюка.

## Установи та заклади
- Книжковий ринок на Почайні
- Речовий ринок «Почайна»
- Блошиний ринок на Почайні

## Особливості вулиці
Унаслідок численних перепланувань має не зовсім упорядковану нумерацію, на початковому відрізку вулиці не завжди послідовно розміщені парні й непарні номери будинків.

## Зображення

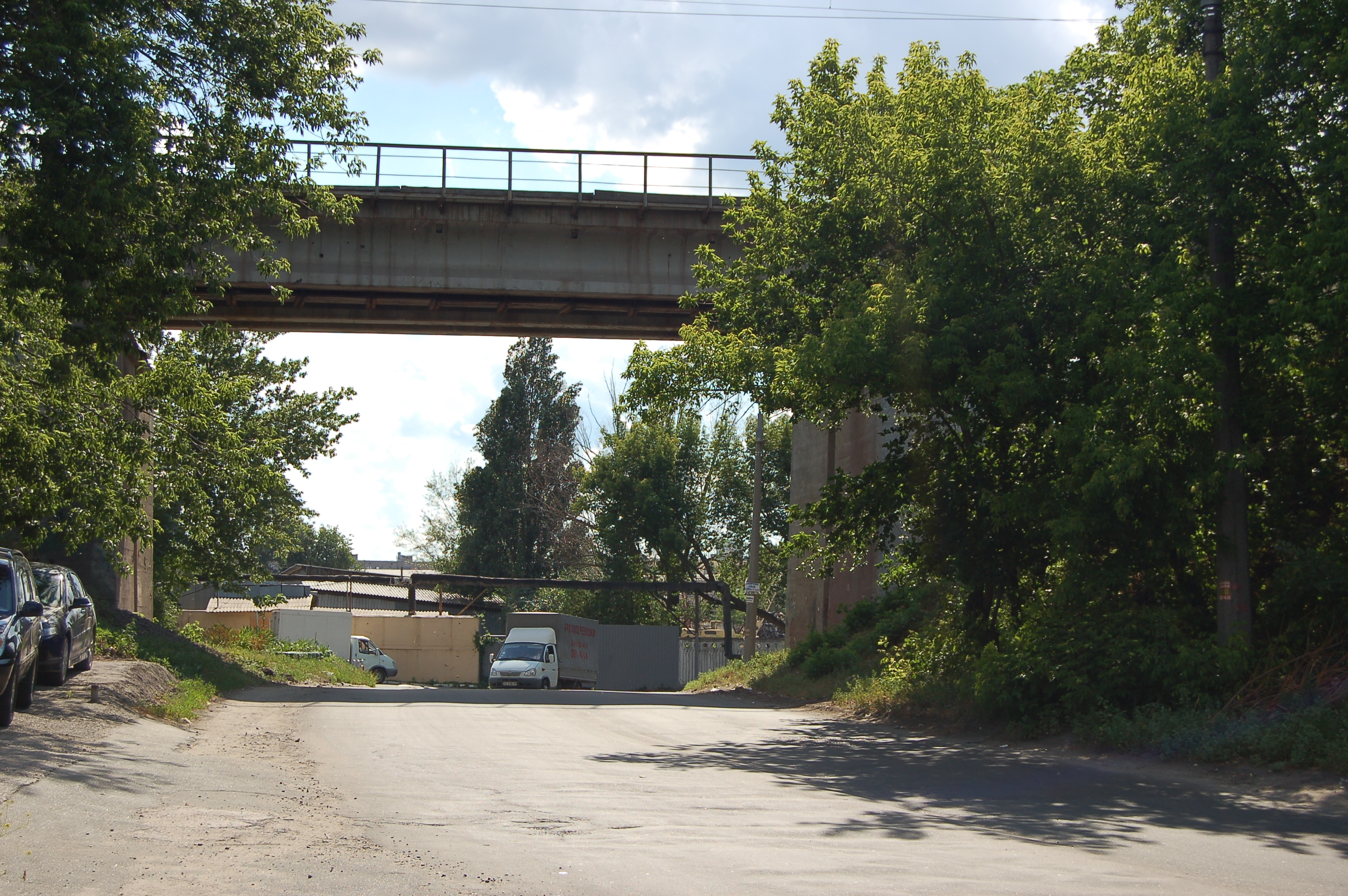
Залізничний шляхопровід, вигляд у бік вулиці Марка Вовчка
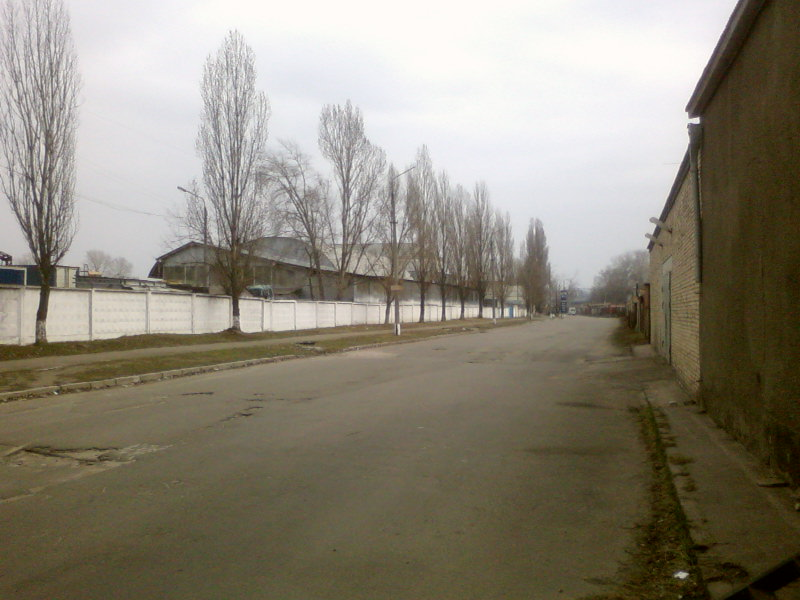
Вербова вулиця